# L'adolescent de Tamuín
L'Adolescent de Tamuín o l'Adolescent huastec és una escultura feta per un artista anònim de la cultura huasteca del període postclàssic mesoamericà, aproximadament d'entre els anys 900 i 1521. Trobada a l'àrea arqueològica de Tamuín, a l'estat de San Luis Potosí, es troba al Museu Nacional d'Antropologia de Mèxic. És considerada com una obra d'art destacada de Mesoamèrica.

## Descripció
Es tracta d'una escultura antropomorfa elaborada en pedra calcària, de 1,17 m d'alçària per 40 centímetres d'amplada. Representa un jove huasteca nuet que té esgrafiats motius artístics que podrien representar tatuatges o pintures corporals al costat dret del cos, al clatell, al coll, als canells i a les espatles. Té el braç dret doblegat i amb la mà es toca el pit, l'altra mà es recolza en el cos. Tal postura coincideix amb altres escultures huasteques i amb la descripció de les cròniques del segle xvi d'aquesta civilització: forma apuntada del cap a causa de la deformació craniana artificial, canelleres, grans orelleres, dents esmolades i nuesa. A l'esquena duu penjat amb una banda un xiquet, el qual presenta també té deformació craniana i orelleres.
La iconografia dels gravats del seu cos es relacionen amb panolles de dacsa, així com amb el déu Ehecatl Quetzalcóatl.

## Procedència
L'estàtua, la va descobrir a l'estructura oest de la zona arqueològica de Tamuín o El Ranxo, al 1917, Walter Staub. En aquesta zona es feien obres d'una casa per al militar Manuel Lárraga, que s'hagueren de deturar per les troballes. Segons una altra versió, Lárraga l'hauria descoberta i la va regalar al seu amic Blas E. Rodríguez, un advocat resident a Tampico (ciutat mexicana) , que l'hauria venuda per conducte de Joaquín Meade al Museu Nacional de Mèxic per deu mil pesos.

## Galeria

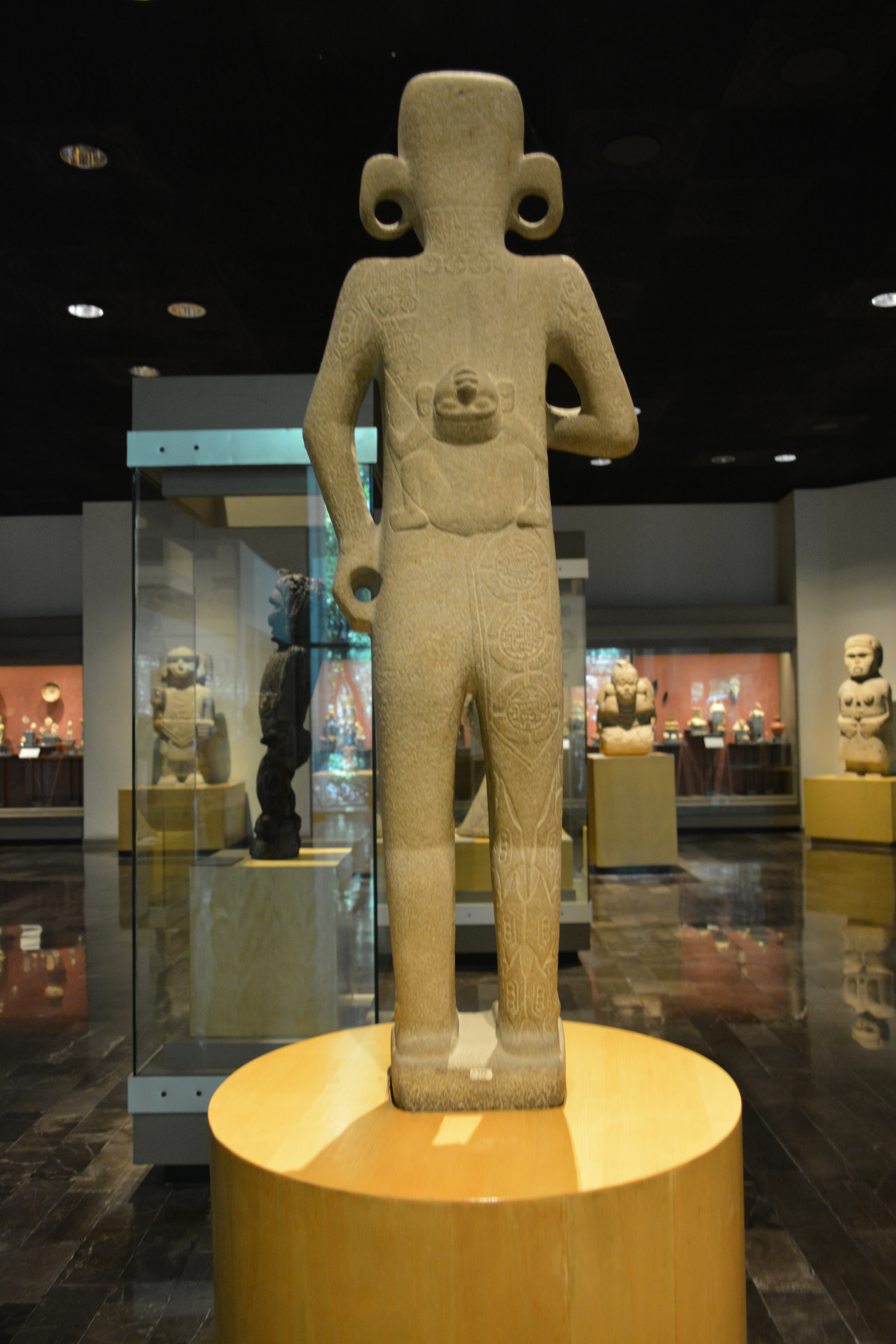
Vista de la part posterior
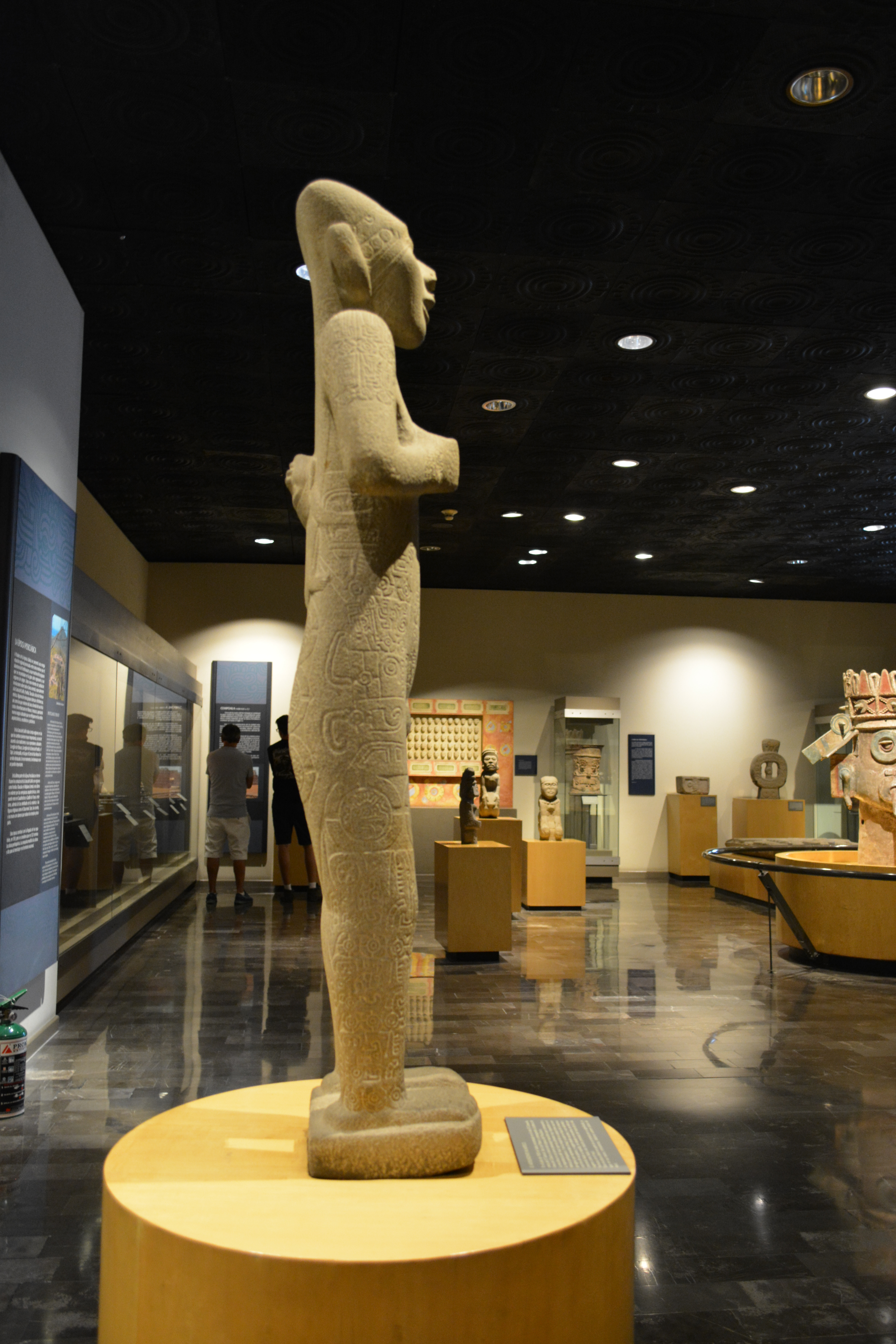
Vista lateral
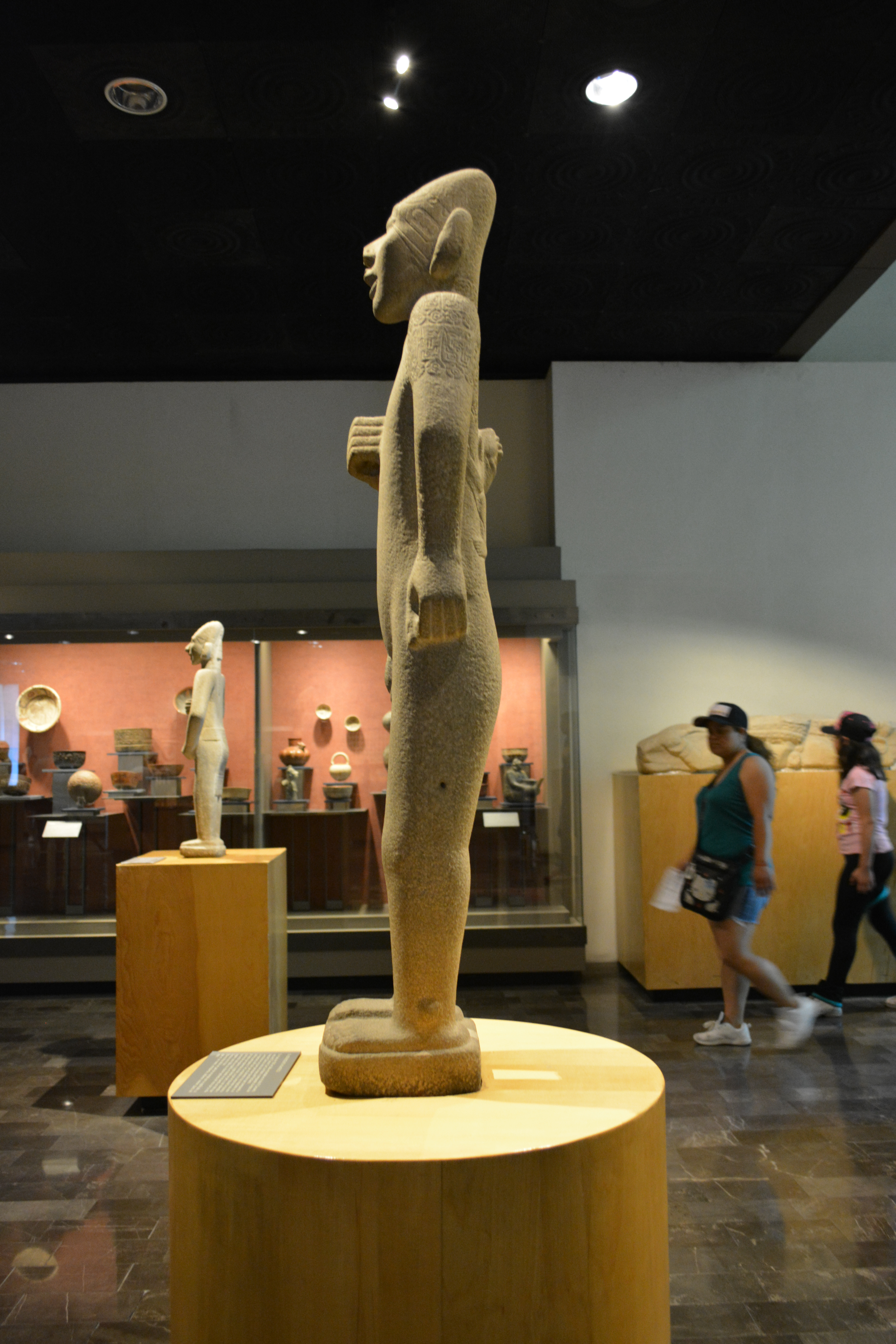
Vista lateral
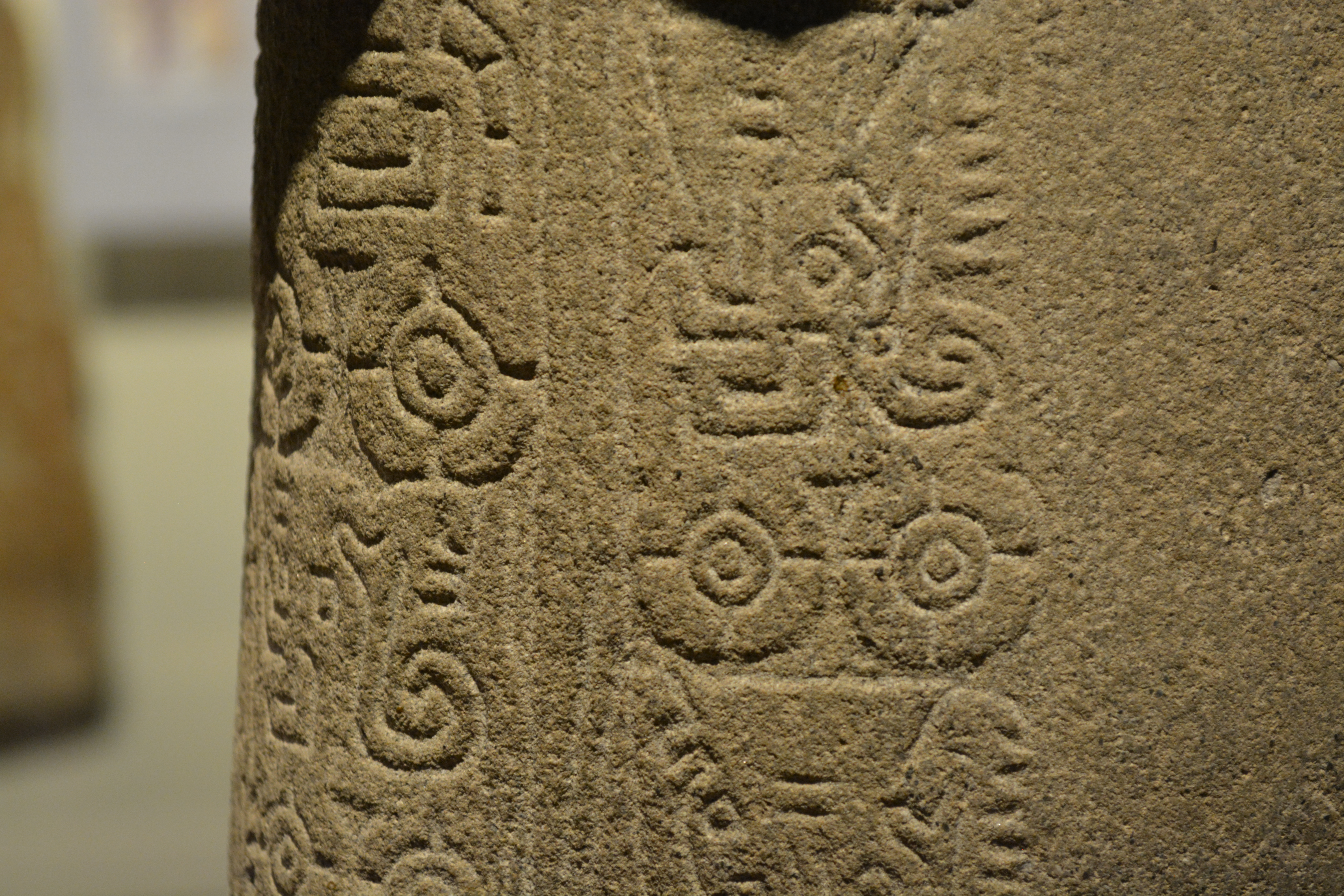
Detall de les inscripcions